# 卡奇 (科羅拉多州)
卡奇（英語：Kutch）是位於美國科羅拉多州艾伯特縣的一個非建制地區。該地的面積和人口皆未知。

## 地理
卡奇的座標為38°54′38″N 103°52′10″W / 38.91056°N 103.86944°W，而該地的平均海拔高度為1729米（即5673英尺）。